# The Witcher: Rise of the White Wolf
The Witcher: Rise of the White Wolf (RotWW; пол. Wiedźmin: Powrót Białego Wilka — «Ведьма́к: Возвращение Бе́лого Во́лка») — компьютерная ролевая игра, разрабатывавшаяся французской компанией WideScreen Games совместно с польской студией CD Projekt RED по мотивам серии романов «Ведьмак» польского писателя Анджея Сапковского. Игра является ремейком, адаптированной под консоли версией игры «Ведьмак», которая вышла в октябре 2007 года и являлась PC-эксклюзивной игрой. Выпуск должен был состояться осенью 2009 года, однако в апреле 2009 года разработка игры была заморожена на неопределённое время. Целевыми платформами игры являлись игровые приставки Sony PlayStation 3 и Microsoft Xbox 360.

## Игровой движок и нововведения
В первоначальной версии игры использовался игровой движок Aurora Engine, который являлся ПК-ориентированным и не подходил для создания консольной игры. В связи с этим разработчики выбрали движок DaVinci компании WideScreen Games, которая делала основную работу по созданию игры. DaVinci поддерживает технологию normal mapping, позволяющую качественнее отображать низкополигональные модели, и улучшенную систему динамической смены погоды. Одной из особенностей движка является новая система освещения, а дистанция прорисовки составляет около 200 метров.
В различных интервью разработчики не раз говорили о полной смене концепции управления и геймплея в игре. Управление предполагалось оптимизировать под контроллеры игровых приставок, а также полностью изменить визуальный интерфейс, инвентарь и систему боя. Игра должна была содержать перепроектированные сражения с боссами, новую музыку, новые модели и переработанную систему развития персонажа. Также планировалось доработать игровой искусственный интеллект. Кроме того, в The Witcher: Rise of the White Wolf планировалось добавить систему игровых достижений и трофеев.
Одним из главных отличий игры по сравнению с оригинальной ПК-версией должна была быть полностью новая система боя, а также возможность непосредственно управлять оборонительными манёврами Геральта. В связи с этим планировалось переработать существующие и создать новые анимации. Разработчики заявляли об использовании технологии захвата движения.
В декабре 2008 года был подтверждён минимум один набор загружаемого контента (DLC), который CD Projekt RED планировала выпустить после релиза игры.

## Сюжет и сеттинг игры
Сюжет и мир игры The Witcher: Rise of the White Wolf должны были полностью копировать сюжет оригинального «Ведьмака» 2007 года выпуска. Действие игры проходит в вымышленном фэнтезийном мире, похожем на средневековье, в котором присутствует магия, эльфы, гномы, междоусобные распри разделённых королевств, предательства и измены.
Игра начинается через несколько лет после окончания оригинальной саги Анджея Сапковского. Бессознательного и потерявшего память Геральта находят на поле возле крепости Каэр Морхен его старые товарищи-ведьмаки и относят в крепость.
Сюжет игры разделён на пять актов, которые представляют собой набор различных локаций и квестов. По сюжету Геральт встречает множество своих старых приятелей и врагов, в той или иной мере помогающих ему вспомнить своё прошлое и получить сведения о своём таинственном исчезновении. Главный герой узнаёт, что погиб пять лет назад, защищая своих друзей-нелюдей от агрессивной ксенофобски настроенной толпы людей. Через действия и выборы игрока, Геральт пересматривает свои отношения с другими персонажами, общинами и фракциями. Игрок может проводить собственную политическую интригу в постоянно изменяющимся политическом окружении Темерии, на территории которой разворачиваются действия игры.

## Разработка игры

### Предыстория
31 октября 2008 года компания CD Projekt RED отпраздновала годовщину со дня выпуска компьютерной ролевой игры «Ведьмак» и продажу миллионной копии игры. В этот день она выпустила новость, посвящённую данному событию, а также ролик «Первая годовщина» (англ. First anniversary video), в котором впервые появилось видео из консольной версии игры. 3 ноября 2008 года на официальном блоге одного из разработчиков была размещена информация, что в 2009 году планируется выпуск очередной игры CD Projekt RED.
28 ноября 2008 года на официальном сайте игры была начата «охота» (англ. wolfhunt) за фактами о новой игре. Участники «охоты» нашли подстраницу официального сайта, на котором находилась стена с изображением ведьмачьего медальона в форме волка, от которой отваливался один из кусочков. На следующий день подстраница была перенесена на главную страницу www.thewitcher.com. Каждый день вплоть до 2 декабря от стены на сайте отламывался один из кусков, открывая логотип новой игры.

### Основной период разработки
Официальный анонс игры состоялся 2 декабря 2008 года. По словам генерального директора CD Projekt RED Адама Кичиньского, «единственное, что берётся от PC-версии игры — это сюжет, всё остальное создаётся с нуля и значительно перерабатывается, чтобы в конечном итоге получить RPG для консолей». Михал Кичиньский также отметил, что разработчики не намерены выпускать обрезанную версию RPG, или наоборот, перестать выпускать игры на ПК. Выход игры был запланирован на осень 2009 года.
В тот же день был выпущен двухминутный тизер к игре, созданный польской компанией Platige Image, ранее создававшей ролики к оригинальному «Ведьмаку». В тизере демонстрировался Геральт из Ривии, центральный персонаж серии романов Сапковского и протагонист оригинальной игры, упражняющийся в фехтовании. Также 2 декабря CD Projekt опубликовала первые пять скриншотов игры.
Игра была представлена на мероприятии «ATARI LIVE», проходившем 2—4 декабря 2008 года в Лондоне и посвящённом будущим играм, издаваемым Atari. В рамках мероприятия Якуб Стылинский продемонстрировал игровой процесс и представил боевую систему игры.
По словам Тома Оула, отвечавшего за маркетинг в Северной Америке и Великобритании, студия WideScreen Games разрабатывает игру на собственном движке, переносят на него все элементы игры и отвечают за оптимизацию игры на различных платформах, благодаря чему CD Projekt RED может сосредоточиться на геймдизайне и параллельно работать над другими проектами.

### Отмена разработки
27 апреля 2009 года польский игровой сайт Polygamia.pl сообщил об отмене разработки игры. После этого сообщения некоторые сайты и издательства попытались связаться с разработчиками и издателем. Так, редакция Joystiq.com связалась с представителем CD Projekt Томом Оулом и неназванным представителем Atari, однако ни тот, ни другой были не в состоянии прокомментировать данное заявление или сообщить текущий статус проекта. Kotaku.com также связались с представителями CD Projekt RED, однако те отказались комментировать новость, заявив, что будущие планы будут распространяться по официальным каналам.
На следующий день новость о прекращении разработки игры была опубликована на сайте GameBanshee. В новости утверждалось, что после успеха игры «Ведьмак» началась одновременная разработка трёх проектов во вселенной «Ведьмака»: «Ведьмака 2», The Witcher: Rise of the White Wolf и ещё одной неназванной игры в этой вселенной. Однако из-за мирового финансового кризиса и тяжёлого финансового положения издателя последние два проекта были отменены, а в CD Projekt RED прошли сокращения.
29 апреля 2009 года представители WideScreen Games объявили, что были вынуждены прекратить сотрудничество с CD Projekt, поскольку в течение трёх месяцев не получали от неё платежей, а самостоятельно продолжить разработку они не могут, так как права на интеллектуальную собственность находятся у CD Projekt, а права на дистрибьюцию — у Atari. В ответ генеральный директор CD Projekt Михал Кичиньский заявил, что все платежи поступали вовремя, однако WSG постоянно срывала сроки разработки, в связи с чем они были вынуждены прекратить сотрудничество с компанией.
6 мая 2009 года разработка The Witcher: Rise of the White Wolf была официально заморожена на неопределённое время. Официальной причиной было указано опасение, что конечный продукт не будет соответствовать ожидаемому компанией CD Projekt RED качеству. В июле 2009 года было объявлено о банкротстве WideScreen Games. В дальнейших интервью представители CD Projekt RED неоднократно подчёркивали, что проект заморожен, а не отменён, но выйдет он не раньше The Witcher 2: Assassins of Kings